# Juan José Asenjo Pelegrina
Juan José Asenjo Pelegrina, né le 15 octobre 1945 à Sigüenza, dans la province de Guadalajara en Espagne, est un évêque catholique espagnol, archevêque émérite de Séville.

## Biographie

### Prêtre
Ordonné le 21 septembre 1971, il poursuit ses études, suivies jusque-là au séminaire de sa ville natale, à la faculté de théologie du nord de l'Espagne à Burgos où il obtient en 1971 une licence en théologie. De 1977 à 1979 il prépare un doctorat en histoire de l'Église à l'université pontificale grégorienne de Rome, parallèlement à quoi il obtient également les diplômes d'archiviste et de bibliothécaire délivrés par les archives secrètes et la bibliothèque apostolique du Vatican.
Par la suite il exerce différents ministères dans le diocèse de Sigüenza, en particulier au sein du séminaire et des services diocésains chargés de l'éducation, de la culture et du patrimoine historique.
En 1993, il est nommé sous-secrétaire de la conférence épiscopale espagnole, chargé des affaires générales.

### Évêque
Le 27 février 997, Jean-Paul II le nomme évêque titulaire d'Iziriana (de) et évêque auxiliaire de Tolède. Il reçoit la consécration épiscopale le 20 avril suivant des mains du cardinal Francisco Alvarez Martínez, archevêque de Tolède.
Un an plus tard, il est élu secrétaire général de la conférence épiscopale espagnole. À ce titre, il est également coprésident de la commission mixte Ministère de l'éducation et de la culture / Conférence épiscopale pour le suivi du plan national "cathédrales". Il est également le coordonnateur national de la cinquième visite pastorale du pape Jean-Paul II en Espagne les 3 et 4 mai 2003. Quelques semaines plus tard, le 28 juillet 2003, il est nommé évêque de Cordoue.
Le 13 novembre 2008, Benoît XVI le nomme archevêque coadjuteur de Séville. Il en devient l'archevêque le 5 novembre 2009 au retrait du cardinal Carlos Amigo Vallejo.
Le 17 avril 2021, le pape François accepte sa démission pour raison d'âge et nomme José Ángel Saiz Meneses (es) comme successeur.

### Sources et traductions
- (es) Cet article est partiellement ou en totalité issu de l’article de Wikipédia en espagnol intitulé « Juan José Asenjo Pelegrina » (voir la liste des auteurs).